# Síntesis asimétrica

Dos enantiómeros de un α-aminoácido genérico

La síntesis asimétrica, también denominada síntesis quiral o síntesis enantioselectiva, es una síntesis química que preserva, introduce o favorece una quiralidad deseada. La IUPAC lo define como una reacción química (o secuencia de reacción) en la que se forman uno o más elementos nuevos de quiralidad en una molécula de sustrato y que produce los productos estereoisoméricos (enantioméricos o diastereoisoméricos) con un exceso enantiomérico.
En pocas palabras: es la síntesis de un compuesto por un método que favorece la formación de un enantiómero o diastereómero específico. Los enantiómeros son estereoisómeros que tienen configuraciones opuestas en cada centro quiral. Los diastereómeros son estereoisómeros que difieren en uno o más centros quirales.
Esto es un proceso clave en la química moderna y es particularmente importante en el campo de los productos farmacéuticos, ya que los diferentes enantiómeros o diastereoisómeros de una molécula tienen habitualmente una actividad biológica diferente. 